# 1931년 유고슬라비아 헌법
1931년 유고슬라비아 헌법, 또는 9월 헌법, 옥트로이 헌법은 유고슬라비아 왕국의 두 번째이자 마지막 헌법이었다. 이 헌법은 9월 3일에 공포되었다.

## 배경
기존 헌법 제76조는 의회 의원이 회기 중 총기 소지를 금지하고 있다. 이는 1928년 푸니샤 라치치에 의해 크로아티아 농민당 소속 의원 여러 명이 사망한 총격 사건에 대한 대응으로 보인다. 암살 이후의 혼란으로, 1929년 1월 6일 독재 정권이 수립되었고, 이에 따라 기존의 비도브단 헌법은 폐지되었다.

## 구조
헌법은 120개 조항으로 구성된 12개의 장으로 구성되어 있다.

### 부분
| 제1장: 일반 조항 유고슬라비아를 입헌군주국으로 정의하고, 유고슬라비아의 국장 및 공용어를 제정한다. 제2장: 시민의 기본적 권리와 의무 평등한 보호, 청원 및 재판의 권리, 종교의 자유, 표현의 자유 및 결사의 자유를 보장하고, 추방 및 부당한 압수수색을 금지하며, 무상 의무 초등 교육을 보장한다. 제3장: 사회 및 경제 조항 재산권을 보장하고, 정당한 보상으로 수용권을 허용하며, 국가가 "정의의 정신으로" 노동 시장에 개입하는 것을 허용한다. 제4장: 국가의 권력 행정부, 입법부 및 사법부의 권력을 분할한다; 국왕은 행정권을 소유하며 양원제 의회와 입법권을 공유한다. 제5장: 국왕 국왕은 국가원수이자 총사령관이며, 사면권 및 각료 평의회의 승인을 받아 의회를 해산할 권한을 가진다. 성년 및 상속에 관한 규정을 가진다. 제6장: 섭정 국왕이 무능력하거나 미성년자인 경우, 자격이 있는 경우에는 그의 상속인으로 구성된 섭정이 국왕의 권력을 행사하고, 자격이 없는 경우에는 미리 임명된 세 명으로 구성된 섭정이 국왕의 권력을 행사한다. | 제7장: 의회 양원제 의회: 임명된 의원 및 직접 선출된 의원으로 구성된 상원은 6년 임기를 가지며, 직접 선출된 하원은 4년 임기를 가진다. 21세 이상의 남성은 보편 선거권을 가진다. 국왕 또는 양원의 5분의 1이 제안한 법안은 국왕 및 각료 평의회가 공포한다. 제8장: 행정권 9개 바노비나의 경계를 설정한다. 국왕은 장관 및 각 바노비나의 최고 지사인 반을 임명하고 해임한다. 제9장: 사법권 무슬림 간의 민사 문제는 샤리아 판사가 결정한다. 종신 임기를 가진다. 제10장: 국가의 재정과 영역 의회는 연간 예산을 통과한다. 재무장관은 국가 재산을 관리한다. 제11장: 군대 군대의 규모는 예산 과정에서 결정한다. 군대가 국내 질서를 유지하기 위해서는 민간의 요청이 필요하다. 군사 법원을 설립한다. 제12장: 헌법의 개정 개정 과정: 국왕이 의회를 해산하고 선거를 실시한다; 새로 선출된 의회는 양원의 5분의 3 찬성으로 개정안을 통과시켜야 한다. 1월 6일 독재 정권을 수립한 법률을 제외한 모든 법률은 여전히 유효하다. |

## 존속
헌법의 효력은 1941년 4월 6일 추축국의 유고슬라비아 침공으로 끝났고, 침공은 4월 17일 유고슬라비아 왕립군이 무조건 항복하면서 끝났다. 그 후 유고슬라비아는 침략국들에 의해 분할되고 합병되었다. 페타르 2세는 잉글랜드로 도망쳤다. 1944년 망명 정부의 총리는 제2차 세계 대전 이후 왕당파-파르티잔 연합 정부를 약속하는 비스 조약에 서명하였다. 1945년 11월 11일에 실시된 제헌 의회 선거에서 공산당이 과반수를 차지하였다. 1946년 유고슬라비아 헌법은 군주제를 폐지하고, 1931년 헌법을 대체하였다.